# Amitraz
Amitraz é um inseticida e acaricida do grupo das formamidinas muito utilizado como acaricida e carrapaticida em medicina veterinária. O amitraz causa intoxicação frequente, mas considerada de baixa letalidade, porém diluições, vias de administração incorretas e distúrbios preexistentes do animal como cardiopatia ou diabetes podem complicar seriamente o quadro clínico desta intoxicação.